# Moropsyche baishanzuensis
Moropsyche baishanzuensis är en nattsländeart som beskrevs av Charles William Leng och Yang 1998. Moropsyche baishanzuensis ingår i släktet Moropsyche och familjen Apataniidae. Inga underarter finns listade i Catalogue of Life.